# Amyda ornata
Amyda ornata is een schildpad uit de familie weekschildpadden (Trionychidae).

## Naamgeving
Amyda ornata werd voor het eerst wetenschappelijk beschreven door John Edward Gray in 1861. Oorspronkelijk werd de wetenschappelijke naam Trionyx ornatus gebruikt. De soortaanduiding ornata betekent vrij vertaald 'versierd'.

## Ondersoorten
Er worden drie ondersoorten erkend die onderstaand zijn weergegeven, met de auteur en het verspreidingsgebied.
| Naam                 | Auteur                | Verspreidingsgebied               |
| -------------------- | --------------------- | --------------------------------- |
| Amyda ornata jongli  | Prascag & Gemel, 2022 | Bangladesh, India                 |
| Amyda ornata ornata  | Gray, 1861            | Thailand, Cambodja, Myanmar, Laos |
| Amyda ornata phayrei | Theobald, 1868        | Myanmar, Thailand                 |

## Uiterlijke kenmerken
De soort lijkt sterk op de kraakbeendrieklauw maar heeft een wat lichtere basiskleur. De gele vlekjes op de kop komen bij Amyda ornata voornamelijk op de kop voor.

## Verspreiding en habitat
De soort komt voor in delen van Azië en leeft in de landen Bangladesh, Cambodja, India, Laos, Myanmar en Thailand.